# Гудков, Василий Иванович
Василий Иванович Гудков — советский хозяйственный, государственный и политический деятель, Герой Социалистического Труда.

## Биография
Родился в 1929 году в селении Осиново-Шилово Скопинского уезда. Член КПСС.
С 1952 года — на хозяйственной, общественной и политической работе. В 1952—1989 гг. — главный инженер первой Глазковской машинно-тракторной станции Тамбовской области, секретарь Глазковского райкома КПСС, инструктор сельскохозяйственного отдела Тамбовского обкома КПСС, слушатель Высшей партийной школы при ЦК КПСС, заместитель заведующего сельскохозяйственного отдела обкома партии, инженер партийно-государственного контроля Кокчетавского обкома Компартии Казахстана и облисполкома, инструктор сельскохозяйственного отдела Рязанского обкома партии, первый секретарь Сараевского райкома КПСС, председатель партийной комиссии при Рязанском обкоме КПСС.
Указом Президиума Верховного Совета СССР от 11 декабря 1973 года присвоено звание Героя Социалистического Труда с вручением ордена Ленина и золотой медали «Серп и Молот».
Делегат XXIV съезда КПСС.
Умер в Рязани в 2020 году.